# Urban Novak (Bergsteiger)
Urban Novak (* 10. Januar 1986 in Ljubljana, SFR Jugoslawien) ist ein slowenischer Bergsteiger.
Novak wurde 2004 Mitglied des Kamnik Alpin Club und erhielt dort eine umfassende alpinistische Ausbildung. Bereits 2007 begleitete er eine slowenische Expedition zum Satopanth. Im Jahr darauf eine Alaska-Expedition zum Mount Foraker und Denali, 2009 zum Pharilapcha in Nepal und 2010 zum Gasherbrum 1.
Er eröffnete 2010 zusammen mit Ambrož Bajde an einem Nebengipfel des Gaserbrum 1, dem Hidden Sud, die Route Insha'Allah (TD, 70°/50–60°, 2000 Hm) und durchstieg den Berg vom 17. bis 19. Juli 2010. 
Im September 2011 führte er als Expeditionsleiter eine slowenische Seilschaft erfolgreich zum K7.
Im Juli 2012 gelang Novak zusammen mit den US-Amerikanern Kyle Dempster und Hayden Kennedy die Erstbesteigung der Ostwand des K7 (M6). Für die Begehung im Alpinstil benötigten sie zwei Tage. Im Oktober 2015 durchstieg Novak erstmals zusammen mit Hayden Kennedy, dem Franzosen Manu Pellissier und Marko Prezelj die Ostwand des Cerro Kishtwar über die eröffnete Route Light before Wisdom (ED+, 5.11, WI6, M6, A2, 1200 Hm). Die Begehung dauerte vom 5. bis 8. Oktober und war der dritte Gipfelerfolg am Berg. Für diese Leistung wurde die Seilschaft 2016 mit dem Piolet d’Or ausgezeichnet.
Novak promoviert derzeit am Nationalen Institut für Chemie der Slowakei in Ljubljana.